# Bóng đá tại Thế vận hội Mùa hè 2016 – Giải đấu Nữ
Giải bóng đá nữ tại Thế vận hội Mùa hè 2016 được tổ chức từ 3 tới 19 tháng 8 năm 2016. Đây là lần thứ sáu môn bóng đá nữ Thế vận hội được tổ chức. Cùng với giải của nam, môn bóng đá Thế vận hội Mùa hè 2016 diễn ra ở sáu thành phố của Brasil, trong đó có thành phố đăng cai Thế vận hội 2016 là Rio de Janeiro.
Vào tháng 3 năm 2016, IFAB thông báo giải bóng đá nữ Thế vận hội là sự kiện thử nghiệm cho việc thay cầu thủ thứ tư trong hiệp phụ.
Đức giành huy chương vàng đầu tiên sau chiến thắng 2–1 trước Thụy Điển trong trận chung kết.
Canada giành huy chương đồng nhờ chiến thắng chủ nhà Brasil.

## Lịch thi đấu
Lịch thi đấu của môn được công bố ngày 10 tháng 11 năm 2015.
| VB | Vòng bảng | ¼ | Tứ kết | ½ | Bán kết | H3 | Tranh hạng ba | CK | Chung kết |

| Thứ 4 3 | Thứ 5 4 | Thứ 6 5 | Thứ 7 6 | CN 7 | Thứ 2 8 | Thứ 3 9 | Thứ 4 10 | Thứ 5 11 | Thứ 6 12 | Thứ 7 13 | CN 14 | Thứ 2 15 | Thứ 3 16 | Thứ 4 17 | Thứ 5 18 | Thứ 6 19 | Thứ 6 19 |
| VB      |         |         | VB      |      |         | VB      |          |          | ¼        |          |       |          | ½        |          |          | H3       | CK       |

## Vòng loại
Cùng với chủ nhà Brasil, 11 đội tuyển bóng đá nữ quốc gia ở sáu liên đoàn châu lục cũng đã vượt qua vòng loại. FIFA thông qua việc phân bổ số suất dự tại cuộc họp của Tiểu ban Kỹ thuật vào tháng 3 năm 2014.
| Phương thức loại                                                         | Ngày4                           | Địa điểm4        | Số suất | Đội tuyển   |  |
| ------------------------------------------------------------------------ | ------------------------------- | ---------------- | ------- | ----------- |  |
| Chủ nhà                                                                  | 2 tháng 10 năm 2009             | Đan Mạch         | 1       | Brasil      |  |
| Giải vô địch bóng đá nữ Nam Mỹ 2014                                      | 11–28 tháng 9 năm 2014          | Ecuador          | 1       | Colombia    |  |
| Giải vô địch bóng đá nữ thế giới 2015 (đối với các đội UEFA đủ tư cách)5 | 6 tháng 6 – 5 tháng 7 năm 2015  | Canada           | 2       | Pháp        |  |
| Giải vô địch bóng đá nữ thế giới 2015 (đối với các đội UEFA đủ tư cách)5 | 6 tháng 6 – 5 tháng 7 năm 2015  | Canada           | 2       | Đức         |  |
| Giải đấu vòng loại của CAF                                               | 2–18 tháng 10 năm 2015          | Không cố định    | 2       | Nam Phi     |  |
| Giải đấu vòng loại của CAF                                               | 2–18 tháng 10 năm 2015          | Không cố định    | 2       | Zimbabwe6   |  |
| Giải đấu vòng loại của OFC                                               | 23 tháng 1 năm 2016             | Papua New Guinea | 1       | New Zealand |  |
| Giải đấu vòng loại của CONCACAF                                          | 10–21 tháng 2 năm 2016          | Hoa Kỳ           | 2       | Canada      |  |
| Giải đấu vòng loại của CONCACAF                                          | 10–21 tháng 2 năm 2016          | Hoa Kỳ           | 2       | Hoa Kỳ      |  |
| Giải đấu vòng loại của AFC                                               | 29 tháng 2 – 9 tháng 3 năm 2016 | Nhật Bản         | 2       | Úc          |  |
| Giải đấu vòng loại của AFC                                               | 29 tháng 2 – 9 tháng 3 năm 2016 | Nhật Bản         | 2       | Trung Quốc  |  |
| Giải đấu vòng loại của UEFA                                              | 2–9 tháng 3 năm 2016            | Hà Lan           | 1       | Thụy Điển   |  |
| Tổng                                                                     |                                 |                  | 12      |             |  |

- ^4 Ngày và địa điểm của vòng đấu loại cuối cùng.
- ^5 Anh có mặt trong top ba đội của UEFA xuất sắc nhất World Cup, tuy nhiên do không phải thành viên IOC và các cuộc đàm phán về việc thi đấu với tên Vương quốc Anh đổ bể nên Anh không thể tham dự.
- ^6 Quốc gia lần đầu dự Thế vận hội.

## Địa điểm
- Mineirão, Belo Horizonte
- Sân vận động Mané Garrincha, Brasília
- Arena da Amazônia, Manaus
- Sân vận động Maracanã, Rio de Janeiro
- Estádio Olímpico João Havelange, Rio de Janeiro
- Arena Fonte Nova, Salvador
- Arena Corinthians, São Paulo

## Cầu thủ tham dự
Giải bóng đá nữ Thế vận hội không giới hạn độ tuổi. Mỗi đội tuyển cử ra 18 cầu thủ, trong đó có tối thiểu hai thủ môn. Mỗi đội cũng đăng ký bốn cầu thủ dự phòng, những người sẽ thay thế các cầu thủ trong đội hình chính khi họ bị chấn thương.

## Trọng tài
| Liên đoàn        | Trọng tài                         | Trợ lý trọng tài                                             |
| ---------------- | --------------------------------- | ------------------------------------------------------------ |
| AFC              | Rita Gani (Malaysia)              | Allyson Flynn (Úc) Teshirogi Naomi (Nhật Bản)                |
| AFC              | Ri Hyang-ok (CHDCND Triều Tiên)   | Hong Kum-nyo (CHDCND Triều Tiên) Thôi Vịnh Mai (Trung Quốc)  |
| CAF              | Gladys Lengwe (Zambia)            | Bernadettar Kwimbira (Malawi) Souad Oulhaj (Maroc)           |
| CONCACAF         | Carol Chenard (Canada)            | Marie-Josée Charbonneau (Canada) Suzanne Morisset (Canada)   |
| CONCACAF         | Lucia Venegas (México)            | Enedina Caudillo (México) Mayte Chávez (México)              |
| CONMEBOL         | Olga Miranda (Paraguay)           | Mariana de Almeida (Argentina) Yoleida Lara (Venezuela)      |
| CONMEBOL         | Claudia Umpierrez (Uruguay)       | Loreto Toloza (Chile) Neuza Back (Brasil)                    |
| OFC              | Anna-Marie Keighley (New Zealand) | Sarah Jones (New Zealand) Lata Kaumatule (Tonga)             |
| UEFA             | Teodora Albon (România)           | Petruța Iugulescu (România) Mária Súkeníková (Slovakia)      |
| UEFA             | Stéphanie Frappart (Pháp)         | Manuela Nicolosi (Pháp) Yolanda Parga (Tây Ban Nha)          |
| UEFA             | Kateryna Monzul (Ukraina)         | Nataliya Rachynska (Ukraina) Sanja Rođak-Karšić (Croatia)    |
| UEFA             | Esther Staubli (Thụy Sĩ)          | Lucie Ratajová (Cộng hòa Séc) Chrysoula Kourompylia (Hy Lạp) |
| Trọng tài hỗ trợ | Melissa Borjas (Honduras)         | Melissa Borjas (Honduras)                                    |
| Trọng tài hỗ trợ | María Carvajal (Chile)            |                                                              |

## Bốc thăm chia bảng
12 đội tuyển được phân vào ba nhóm.
| Nhóm 1                                            | Nhóm 2                              | Nhóm 3                                             | Nhóm 4                                         |
| ------------------------------------------------- | ----------------------------------- | -------------------------------------------------- | ---------------------------------------------- |
| - Brasil (8) (mặc định E1) - Hoa Kỳ (1) - Đức (2) | - Pháp (3) - Úc (5) - Thụy Điển (6) | - Canada (10) - Trung Quốc (12) - New Zealand (16) | - Colombia (24) - Nam Phi (54) - Zimbabwe (95) |

## Vòng bảng
Hai đội đầu bảng và hai đội đứng thứ ba xuất sắc nhất của mỗi bảng tiến vào vòng đấu loại trực tiếp. Tiêu chí xếp hạng như sau:
1. Điểm;
2. Hiệu số bàn thắng thua;
3. Số bàn thắng;

Nếu có nhiều hơn một đội bằng điểm nhau, vị trí của các đội sẽ được xếp lần lượt dựa theo các tiêu chí sau:
1. số điểm khi các đội bằng điểm đó đối đầu nhau;
2. hiệu số bàn thắng thua khi các đội bằng điểm đó đối đầu nhau;
3. số bàn thắng khi các đội bằng điểm đó đối đầu nhau;
4. bốc thăm của ban tổ chức FIFA.

### Bảng E
| VT | Đội        | ST | T | H | B | BT | BB | HS | Đ | Giành quyền tham dự |
| -- | ---------- | -- | - | - | - | -- | -- | -- | - | ------------------- |
| 1  | Brasil (H) | 3  | 2 | 1 | 0 | 8  | 1  | +7 | 7 | Tứ kết              |
| 2  | Trung Quốc | 3  | 1 | 1 | 1 | 2  | 3  | −1 | 4 | Tứ kết              |
| 3  | Thụy Điển  | 3  | 1 | 1 | 1 | 2  | 5  | −3 | 4 | Tứ kết              |
| 4  | Nam Phi    | 3  | 0 | 1 | 2 | 0  | 3  | −3 | 1 |                     |

| Thụy Điển   | 1–0                                | Nam Phi |
| ----------- | ---------------------------------- | ------- |
| Fischer 75' | Chi tiết (Rio2016) Chi tiết (FIFA) |         |

| Brasil                                    | 3–0                                | Trung Quốc |
| ----------------------------------------- | ---------------------------------- | ---------- |
| Monica 36' · Andressa 59' · Cristiane 90' | Chi tiết (Rio2016) Chi tiết (FIFA) |            |

| Nam Phi | 0–2                                | Trung Quốc                       |
| ------- | ---------------------------------- | -------------------------------- |
|         | Chi tiết (Rio2016) Chi tiết (FIFA) | Cổ Nhã Sa 45+1' · Đàm Như Ân 87' |

| Brasil                                                    | 5–1                                | Thụy Điển   |
| --------------------------------------------------------- | ---------------------------------- | ----------- |
| Beatriz 21', 86' · Cristiane 24' · Marta 44' (ph.đ.), 80' | Chi tiết (Rio2016) Chi tiết (FIFA) | Schelin 89' |

| Nam Phi | 0–0                                | Brasil |
| ------- | ---------------------------------- | ------ |
|         | Chi tiết (Rio2016) Chi tiết (FIFA) |        |

| Trung Quốc | 0–0                                | Thụy Điển |
| ---------- | ---------------------------------- | --------- |
|            | Chi tiết (Rio2016) Chi tiết (FIFA) |           |

### Bảng F
| VT | Đội      | ST | T | H | B | BT | BB | HS  | Đ | Giành quyền tham dự |
| -- | -------- | -- | - | - | - | -- | -- | --- | - | ------------------- |
| 1  | Canada   | 3  | 3 | 0 | 0 | 7  | 2  | +5  | 9 | Tứ kết              |
| 2  | Đức      | 3  | 1 | 1 | 1 | 9  | 5  | +4  | 4 | Tứ kết              |
| 3  | Úc       | 3  | 1 | 1 | 1 | 8  | 5  | +3  | 4 | Tứ kết              |
| 4  | Zimbabwe | 3  | 0 | 0 | 3 | 3  | 15 | −12 | 0 |                     |

| Canada                   | 2–0                                | Úc |
| ------------------------ | ---------------------------------- | -- |
| Beckie 1' · Sinclair 80' | Chi tiết (Rio2016) Chi tiết (FIFA) |    |

| Zimbabwe   | 1–6                                | Đức                                                                             |
| ---------- | ---------------------------------- | ------------------------------------------------------------------------------- |
| Basopo 50' | Chi tiết (Rio2016) Chi tiết (FIFA) | Däbritz 22' · Popp 36' · Behringer 53', 78' · Leupolz 83' · Chibanda 90' (l.n.) |

| Canada                                | 3–1                                | Zimbabwe     |
| ------------------------------------- | ---------------------------------- | ------------ |
| Beckie 7', 35' · Sinclair 19' (ph.đ.) | Chi tiết (Rio2016) Chi tiết (FIFA) | Chirandu 86' |

| Đức                           | 2–2                                | Úc                  |
| ----------------------------- | ---------------------------------- | ------------------- |
| Däbritz 45+2' · Bartusiak 88' | Chi tiết (Rio2016) Chi tiết (FIFA) | Kerr 6' · Foord 45' |

| Đức                   | 1–2                                | Canada            |
| --------------------- | ---------------------------------- | ----------------- |
| Behringer 13' (ph.đ.) | Chi tiết (Rio2016) Chi tiết (FIFA) | Tancredi 26', 60' |

| Úc                                                                         | 6–1                                | Zimbabwe    |
| -------------------------------------------------------------------------- | ---------------------------------- | ----------- |
| De Vanna 2' · Polkinghorne 15' · Kennedy 37' · Simon 50' · Heyman 55', 66' | Chi tiết (Rio2016) Chi tiết (FIFA) | Msipa 90+1' |

### Bảng G
| VT | Đội         | ST | T | H | B | BT | BB | HS | Đ | Giành quyền tham dự |
| -- | ----------- | -- | - | - | - | -- | -- | -- | - | ------------------- |
| 1  | Hoa Kỳ      | 3  | 2 | 1 | 0 | 5  | 2  | +3 | 7 | Tứ kết              |
| 2  | Pháp        | 3  | 2 | 0 | 1 | 7  | 1  | +6 | 6 | Tứ kết              |
| 3  | New Zealand | 3  | 1 | 0 | 2 | 1  | 5  | −4 | 3 |                     |
| 4  | Colombia    | 3  | 0 | 1 | 2 | 2  | 7  | −5 | 1 |                     |

| Hoa Kỳ                | 2–0                                | New Zealand |
| --------------------- | ---------------------------------- | ----------- |
| Lloyd 9' · Morgan 46' | Chi tiết (Rio2016) Chi tiết (FIFA) |             |

| Pháp                                                       | 4–0                                | Colombia |
| ---------------------------------------------------------- | ---------------------------------- | -------- |
| C. Arias 2' (l.n.) · Le Sommer 14' · Abily 42' · Majri 82' | Chi tiết (Rio2016) Chi tiết (FIFA) |          |

| Hoa Kỳ    | 1–0                                | Pháp |
| --------- | ---------------------------------- | ---- |
| Lloyd 64' | Chi tiết (Rio2016) Chi tiết (FIFA) |      |

| Colombia | 0–1                                | New Zealand           |
| -------- | ---------------------------------- | --------------------- |
|          | Chi tiết (Rio2016) Chi tiết (FIFA) | Hearn 31' · Erceg 88' |

| Colombia         | 2–2                                | Hoa Kỳ                 |
| ---------------- | ---------------------------------- | ---------------------- |
| C. Usme 26', 90' | Chi tiết (Rio2016) Chi tiết (FIFA) | C. Dunn 41' · Pugh 59' |

| New Zealand | 0–3                                | Pháp                                        |
| ----------- | ---------------------------------- | ------------------------------------------- |
|             | Chi tiết (Rio2016) Chi tiết (FIFA) | Le Sommer 38' · Cadamuro 63', 90+2' (ph.đ.) |

### Xếp hạng các đội đứng thứ ba
| VT | Bg | Đội         | ST | T | H | B | BT | BB | HS | Đ | Giành quyền tham dự     |
| -- | -- | ----------- | -- | - | - | - | -- | -- | -- | - | ----------------------- |
| 1  | F  | Thụy Điển   | 3  | 1 | 1 | 1 | 8  | 5  | +3 | 4 | Vòng đấu loại trực tiếp |
| 2  | E  | New Zealand | 3  | 1 | 1 | 1 | 2  | 5  | −3 | 4 | Vòng đấu loại trực tiếp |
| 3  | G  | Úc          | 3  | 1 | 0 | 2 | 1  | 5  | −4 | 3 |                         |

## Vòng đấu loại trực tiếp
Tại vòng loại trực tiếp, nếu sau thời gian thi đấu chính thức trận đấu kết thúc với tỉ số hòa, các đội sẽ bước vào thời gian hiệp phụ (15 phút mỗi hiệp) và nếu cần thiết thì sẽ bước vào loạt sút luân lưu để xác định đội thắng.
Vào ngày 18 tháng 3 năm 2016, Ban điều hành FIFA cho phép thử nghiệm sự thay người thứ tư trong hiệp phụ.
|  | Tứ kết                      | Tứ kết                      |                             |       | Bán kết                    | Bán kết                    |  |  | Trận tranh huy chương vàng | Trận tranh huy chương vàng |
|  |                             |                             |                             |       |                            |                            |  |  |                            |                            |
|  | 12 tháng 8 — Belo Horizonte |                             |                             |       |                            |                            |  |  |                            |                            |
|  |                             |                             |                             |       |                            |                            |  |  |                            |                            |
|  | Brasil (h.p.)               | 0 (7)                       |                             |       |                            |                            |  |  |                            |                            |
|  | Brasil (h.p.)               | 0 (7)                       | 16 tháng 8 — Rio de Janeiro |       |                            |                            |  |  |                            |                            |
|  | Úc                          | 0 (6)                       |                             |       |                            |                            |  |  |                            |                            |
|  | Úc                          | 0 (6)                       | Brasil                      | 0 (3) |                            |                            |  |  |                            |                            |
|  | 12 tháng 8 — Brasília       |                             | Brasil                      | 0 (3) |                            |                            |  |  |                            |                            |
|  |                             | Thụy Điển (s.h.p.)          | 0 (4)                       |       |                            |                            |  |  |                            |                            |
|  | Hoa Kỳ                      | Thụy Điển (s.h.p.)          | 0 (4)                       | 1 (3) |                            |                            |  |  |                            |                            |
|  | Hoa Kỳ                      |                             | 19 tháng 8 — Rio de Janeiro | 1 (3) |                            |                            |  |  |                            |                            |
|  | Thụy Điển (h.p.)            | 1 (4)                       |                             |       |                            |                            |  |  |                            |                            |
|  | Thụy Điển (h.p.)            | 1 (4)                       | Thụy Điển                   | 1     |                            |                            |  |  |                            |                            |
|  | 12 tháng 8 — São Paulo      |                             | Thụy Điển                   | 1     |                            |                            |  |  |                            |                            |
|  |                             | Đức                         | 2                           |       |                            |                            |  |  |                            |                            |
|  | Canada                      | Đức                         | 2                           | 1     |                            |                            |  |  |                            |                            |
|  | Canada                      | 16 tháng 8 — Belo Horizonte |                             | 1     |                            |                            |  |  |                            |                            |
|  | Pháp                        | 0                           |                             |       |                            |                            |  |  |                            |                            |
|  | Pháp                        | 0                           | Canada                      | 0     |                            |                            |  |  |                            |                            |
|  | 12 tháng 8 — Salvador       |                             | Canada                      | 0     |                            |                            |  |  |                            |                            |
|  |                             | Đức                         | 2                           |       | Trận tranh huy chương đồng | Trận tranh huy chương đồng |  |  |                            |                            |
|  | Trung Quốc                  | Đức                         | 2                           | 0     | Trận tranh huy chương đồng | Trận tranh huy chương đồng |  |  |                            |                            |
|  | Trung Quốc                  |                             | 19 tháng 8 — São Paulo      | 0     |                            |                            |  |  |                            |                            |
|  | Đức                         | 1                           |                             |       |                            |                            |  |  |                            |                            |
|  | Đức                         | 1                           | Brasil                      | 1     |                            |                            |  |  |                            |                            |
|  |                             |                             |                             |       |                            |                            |  |  |                            |                            |
|  | Canada                      | 2                           |                             |       |                            |                            |  |  |                            |                            |
|  | Canada                      | 2                           |                             |       |                            |                            |  |  |                            |                            |

### Tứ kết
| Hoa Kỳ                                 | 1–1 (s.h.p.)                        | Thụy Điển                                        |
| -------------------------------------- | ----------------------------------- | ------------------------------------------------ |
| Alex Morgan 77'                        | Chi tiết (Rio 2016) Chi tiết (FIFA) | Blackstenius 61'                                 |
| Loạt sút luân lưu                      |                                     |                                                  |
| Morgan · Horan · Lloyd · Brian · Press | 3–4                                 | Schelin · Asllani · Sembrant · Seger · Dahlkvist |

| Trung Quốc | 0–1                                 | Đức           |
| ---------- | ----------------------------------- | ------------- |
|            | Chi tiết (Rio 2016) Chi tiết (FIFA) | Behringer 76' |

| Canada      | 1–0                                 | Pháp |
| ----------- | ----------------------------------- | ---- |
| Schmidt 56' | Chi tiết (Rio 2016) Chi tiết (FIFA) |      |

| Brasil                                                                           | 0–0 (s.h.p.)                        | Úc                                                                                        |
| -------------------------------------------------------------------------------- | ----------------------------------- | ----------------------------------------------------------------------------------------- |
|                                                                                  | Chi tiết (Rio 2016) Chi tiết (FIFA) |                                                                                           |
| Loạt sút luân lưu                                                                |                                     |                                                                                           |
| A. Alves · Andressinha · Beatriz · Rafaelle · Marta · Debinha · Monica · Tamires | 7–6                                 | Kellond-Knight · Alleway · vam Egmond · Polkinghorne · Gorry · Heyman · Logarzo · Kennedy |

### Bán kết
| Brasil                                             | 0–0 (s.h.p.)                       | Thụy Điển                                       |
| -------------------------------------------------- | ---------------------------------- | ----------------------------------------------- |
|                                                    | Chi tiết (Rio2016) Chi tiết (FIFA) |                                                 |
| Loạt sút luân lưu                                  |                                    |                                                 |
| Marta · Cristiane · A. Alves · Rafaelle · Andressa | 3–4                                | Schelin · Asllani · Seger · Fischer · Dahlkvist |

| Canada | 0–2                                | Đức                                   |
| ------ | ---------------------------------- | ------------------------------------- |
|        | Chi tiết (Rio2016) Chi tiết (FIFA) | - Behringer 21' (ph.đ.) - Däbritz 59' |

### Trận tranh huy chương đồng
| Brasil      | 1–2                                | Canada                    |
| ----------- | ---------------------------------- | ------------------------- |
| Beatriz 79' | Chi tiết (Rio2016) Chi tiết (FIFA) | - Rose 25' - Sinclair 52' |

### Trận tranh huy chương vàng
| Thụy Điển        | 1–2                                | Đức                                          |
| ---------------- | ---------------------------------- | -------------------------------------------- |
| Blackstenius 67' | Chi tiết (Rio2016) Chi tiết (FIFA) | Dzsenifer Marozsán 48' · Sembrant 62' (l.n.) |

## Cầu thủ ghi bàn
5 bàn
- Melanie Behringer

3 bàn
- Beatriz
- Janine Beckie
- Christine Sinclair
- Sara Däbritz

2 bàn
- Cristiane
- Marta
- Melissa Tancredi
- Catalina Usme
- Carli Lloyd
- Alex Morgan
- Louisa Cadamuro
- Eugene Le Sommer
- Stina Blackstenius
- Michelle Heyman

1 bàn
- Andressa Alves
- Mônica
- Deanne Rose
- Sophie Schmidt
- Saskia Bartusiak
- Melanie Leupolz
- Dzsenifer Marozsán
- Alexandra Popp
- Crystal Dunn
- Mallory Pugh
- Amber Hearn
- Camille Abily
- Amel Majri
- Nilla Fischer
- Lotts Schelin
- Cổ Nhã Sa
- Đàm Như Ân
- Lisa De Vanna
- Caitlin Foord
- Alanna Kennedy
- Samantha Kerr
- Clare Polkinghorne
- Kyah Simon
- Kudakwashe Basopo
- Mavis Chirandu
- Emmaculate Msipa

1 bàn phản lưới
- Carolina Arias (trận gặp Pháp)
- Linda Sembrant (trận gặp Đức)
- Eunice Chibanda (trận gặp Đức)

## Xếp hạng chung cuộc
| VT | Đội         | ST | T | H | B | BT | BB | HS  | Đ  | Kết quả chung cuộc  |
| -- | ----------- | -- | - | - | - | -- | -- | --- | -- | ------------------- |
| 1  | Đức         | 6  | 4 | 1 | 1 | 14 | 6  | +8  | 13 | Huy chương vàng     |
| 2  | Thụy Điển   | 6  | 1 | 3 | 2 | 4  | 8  | −4  | 6  | Huy chương bạc      |
| 3  | Canada      | 6  | 5 | 0 | 1 | 10 | 5  | +5  | 15 | Huy chương đồng     |
| 4  | Brasil (H)  | 6  | 2 | 3 | 1 | 9  | 3  | +6  | 9  | Hạng tư             |
|    |             |    |   |   |   |    |    |     |    |                     |
| 5  | Hoa Kỳ      | 4  | 2 | 2 | 0 | 6  | 3  | +3  | 8  | Bị loại ở tứ kết    |
| 6  | Pháp        | 4  | 2 | 0 | 2 | 7  | 2  | +5  | 6  | Bị loại ở tứ kết    |
| 7  | Úc          | 4  | 1 | 2 | 1 | 8  | 5  | +3  | 5  | Bị loại ở tứ kết    |
| 8  | Trung Quốc  | 4  | 1 | 1 | 2 | 2  | 4  | −2  | 4  | Bị loại ở tứ kết    |
|    |             |    |   |   |   |    |    |     |    |                     |
| 9  | New Zealand | 3  | 1 | 0 | 2 | 1  | 5  | −4  | 3  | Bị loại ở vòng bảng |
| 10 | Nam Phi     | 3  | 0 | 1 | 2 | 0  | 3  | −3  | 1  | Bị loại ở vòng bảng |
| 11 | Colombia    | 3  | 0 | 1 | 2 | 2  | 7  | −5  | 1  | Bị loại ở vòng bảng |
| 12 | Zimbabwe    | 3  | 0 | 0 | 3 | 3  | 15 | −12 | 0  | Bị loại ở vòng bảng |